# Майские указы
Ма́йские ука́зы — сложившееся в публицистике наименование серии из одиннадцати указов, подписанных Владимиром Путиным 7 мая 2012 года в день вступления в должность президента РФ и содержащих 218 поручений правительству РФ на 2012—2020 годы, а затем и еще одного указа, подписанного в 2024 году.  В этих указах были прописаны целевые показатели по зарплатам бюджетников, привлекательности России для бизнеса и по другим направлениям. Задача по достижению части показателей, установленных в майских указах, не была выполнена. Для достижения некоторых показателей (по заработной плате работников бюджетной сферы) на местах прибегали к переименованию должностей этих работников и «дроблению» ставок. 7 мая 2018 года был издан новый указ Путина, установивший новые целевые показатели. 
В 2020 году указом Путина, изданным в условиях пандемии коронавируса, были скорректированы некоторые целевые показатели и изменены сроки их достижения. 7 мая 2024 года был опубликован очередной «майский указ», являющийся третьей итерацией стратегического документа «о национальных целях развития». 

## Список указов и поручений
К майским указам относят следующие 11 указов Президента РФ, содержащие 218 поручений, которые предполагалось исполнить в 2012—2020 годах:
1. Создание и модернизация 25 млн. высокопроизводительных рабочих мест к 2020 году;
2. Увеличение объёма инвестиций не менее чем до 25 % ВВП к 2015 году и до 27 % — к 2018 году;
3. Увеличение доли продукции высокотехнологичных и наукоёмких отраслей экономики в ВВП к 2018 году в 1,3 раза относительно уровня 2011 года;
4. Увеличение производительности труда к 2018 году в 1,5 раза относительно уровня 2011 года;
5. Повышение позиции РФ в рейтинге Всемирного банка по условиям ведения бизнеса со 120-й в 2011 году до 50-й — в 2015 году и до 20-й — в 2018 году;
6. Утверждение до 1 декабря 2012 года основных направлений деятельности правительства РФ на период до 2018 года и прогноза долгосрочного социально-экономического развития РФ на период до 2030 года, обеспечивающих достижение целевых показателей;
7. Подготовка и внесение до 1 октября 2012 года в Государственную думу Федерального Собрания РФ проекта федерального закона (ФЗ) о государственном стратегическом планировании, предусматривающего координацию стратегического управления и мер бюджетной политики;
8. Утверждение до 31 декабря 2012 года основных государственных программ РФ, в том числе таких как «Развитие здравоохранения», «Развитие образования», «Культура России», «Социальная поддержка граждан», «Развитие науки и технологий» и «Развитие транспортной системы»;
9. Подготовка и внесение до 1 октября 2012 года в Государственную думу Федерального Собрания РФ проекта ФЗ, предусматривающего определение механизма использования нефтегазовых доходов федерального бюджета, а также формирования, использования и управления средствами Резервного фонда и Фонда национального благосостояния;
10. Реализация до 1 ноября 2012 года мероприятий по упрощению бухгалтерской (финансовой) отчётности для отдельных категорий субъектов экономической деятельности;
11. Представление до 1 июня 2012 года доклада о реализации мер по обеспечению обязательного предварительного публичного обсуждения размещаемых заказов на поставки товаров (выполнение работ, оказание услуг) для государственных и муниципальных нужд на сумму свыше 1 млрд рублей, включая формирование начальной цены контрактов;
12. Реализация до конца декабря 2012 года мер, направленных на повышение прозрачности финансовой деятельности хозяйственных обществ, включая противодействие уклонению от налогообложения в РФ с помощью офшорных компаний и фирм-однодневок;
13. Внесение до 1 ноября 2012 г. изменений в прогнозный план (программу) приватизации федерального имущества и основные направления приватизации федерального имущества на 2011—2013 годы и утверждение прогнозного плана (программы) приватизации федерального имущества и основных направлений приватизации федерального имущества на 2014—2016 годы, предусмотрев завершение до 2016 года выхода государства из капитала компаний «несырьевого сектора», не относящихся к субъектам естественных монополий и организациям оборонного комплекса;
14. Внесение до 1 ноября 2012 г. изменений в нормативные правовые акты, направленных на ограничение приобретения компаниями с государственным участием, в которых РФ владеет более 50 % акций, государственными унитарными предприятиями, а также организациями, контролируемыми этими компаниями и предприятиями, акций и долей хозяйственных обществ;
15. Реализация до 1 декабря 2012 года компаниями с государственным участием, в которых РФ владеет более 50 % акций, программ отчуждения непрофильных активов;
16. Проведение до 1 марта 2013 года анализа эффективности работы «консолидированных» государством компаний, включая открытое акционерное общество «Объединённая авиастроительная корпорация», открытое акционерное общество «Объединённая судостроительная корпорация» и Государственную корпорацию по содействию разработке, производству и экспорту высокотехнологичной промышленной продукции «Ростехнологии», в целях подготовки предложений по совершенствованию их управления, обеспечения согласованности стратегий их развития с государственными программами развития соответствующих секторов экономики, завоевания передовых позиций в отдельных сегментах мировых рынков авиационной, судостроительной, информационно-коммуникационной и космической техники;
17. Существенное сокращение до 1 января 2015 года сроков прохождения процедур субъектами предпринимательской деятельности и стоимости этих процедур в следующих сферах государственного регулирования: строительство, подключение к сетям, меры налогового стимулирования и налоговое администрирование, таможенное администрирование, в том числе при реализации дорожных карт по совершенствованию делового климата, разработанных в рамках национальной предпринимательской инициативы по улучшению инвестиционного климата в РФ;
18. Представление до 1 сентября 2012 года проекта указа Президента РФ, предусматривающего внедрение системы оценки эффективности деятельности руководителей федеральных органов исполнительной власти и высших должностных лиц (руководителей высших исполнительных органов государственной власти) субъектов РФ на основе качественных и количественных показателей улучшения инвестиционного климата;
19. Утверждение до 1 декабря 2012 года комплекса мер, направленных на подготовку и переподготовку управленческих кадров в социальной сфере, технических специалистов и инженеров, привлечение иностранных высококвалифицированных специалистов;
20. Создание до 1 декабря 2012 года института уполномоченного по защите прав предпринимателей, осуществляющего деятельность на федеральном и региональном уровнях;
21. Организация начиная с 2013 года обязательного публичного технологического и ценового аудита всех крупных инвестиционных проектов с государственным участием;
22. Создание до 1 ноября 2012 года механизма предоставления государственных гарантий при осуществлении инвестиционных проектов на территории РФ, ориентированных в первую очередь на субъектов среднего предпринимательства, действующих в сфере, не связанной с добычей и переработкой полезных ископаемых;
23. Создание до 1 декабря 2012 г. механизма привлечения иностранных организаций, обладающих современными технологиями и управленческими компетенциями, к участию в конкурсах и аукционах на строительство автомобильных дорог федерального и регионального значения;
24. Внесение до 1 декабря 2012 г. изменений в законодательство РФ в целях исключения возможности решения хозяйственного спора посредством уголовного преследования, в том числе путём уточнения подведомственности судов общей юрисдикции и арбитражных судов по экономическим делам;
25. Представление до 1 октября 2012 г. предложений, направленных на обеспечение реализации принципа независимости и объективности при вынесении судебных решений;
26. Предусмотрение до 1 июля 2013 г. в составе разрабатываемых государственных программ РФ мероприятий по развитию национальной инновационной системы в соответствии со Стратегией инновационного развития РФ на период до 2020 года, а также формирования системы технологического прогнозирования, ориентированной на обеспечение перспективных потребностей обрабатывающего сектора экономики, с учетом развития ключевых производственных технологий;
27. Утверждение до 1 января 2013 г. государственных программ РФ, включая такие, как «Развитие промышленности и повышение ее конкурентоспособности», «Развитие авиационной промышленности», «Космическая деятельность России», «Развитие фармацевтической и медицинской промышленности», «Развитие судостроения», «Развитие электронной и радиоэлектронной промышленности», а также Государственной программы развития сельского хозяйства и регулирования рынков сельскохозяйственной продукции, сырья и продовольствия и при необходимости осуществление корректировки стратегий, направленных на модернизацию и развитие ведущих секторов экономики, предусмотрев увязку указанных программ и отраслевых стратегий с формируемыми приоритетными технологическими платформами и пилотными проектами инновационных территориальных кластеров;
28. Представление до 1 июля 2012 г. предложений по ускорению социально-экономического развития Сибири и Дальнего Востока, предусмотрев обеспечение транспортных связей труднодоступных территорий.

1. Увеличение к 2018 году размера реальной заработной платы в 1,4—1,5 раза;
2. Доведение в 2012 году средней заработной платы педагогических работников образовательных учреждений общего образования до средней заработной платы в соответствующем регионе;
3. Доведение к 2013 году средней заработной платы педагогических работников дошкольных образовательных учреждений до средней заработной платы в сфере общего образования в соответствующем регионе;
4. Доведение к 2018 году средней заработной платы преподавателей и мастеров производственного обучения образовательных учреждений начального и среднего профессионального образования, работников учреждений культуры до средней заработной платы в соответствующем регионе;
5. Повышение к 2018 году средней заработной платы врачей, преподавателей образовательных учреждений высшего профессионального образования и научных сотрудников до 200 % от средней заработной платы в соответствующем регионе;
6. Увеличение к 2020 году числа высококвалифицированных работников, с тем чтобы оно составляло не менее трети от числа квалифицированных работников;
7. Создание ежегодно в период с 2013 по 2015 год до 14,2 тыс. специальных рабочих мест для инвалидов;
8. Подготовить и внести до 1 сентября 2012 г. в Государственную Думу Федерального Собрания РФ проект ФЗ о внесении в законодательство РФ изменений, касающихся разработки, утверждения и применения профессиональных стандартов;
9. Утвердить до 1 декабря 2012 г. план разработки профессиональных стандартов;
10. Разработать к 2015 году и утвердить не менее 800 профессиональных стандартов;
11. Подготовить и до 1 августа 2014 г. внести в Государственную Думу Федерального Собрания РФ проект федерального закона о внесении в законодательство РФ изменений, касающихся порядка аккредитации организаций, осуществляющих деятельность по повышению профессионального уровня рабочих кадров;
12. Создать в установленном порядке до 1 декабря 2015 года базовый центр профессиональной подготовки, переподготовки и повышения квалификации рабочих кадров;
13. Принять до 1 декабря 2012 г. программу поэтапного совершенствования системы оплаты труда работников бюджетного сектора экономики;
14. Повышение к 2018 году средней заработной платы социальных работников, включая социальных работников медицинских организаций, младшего медицинского персонала (персонала, обеспечивающего условия для предоставления медицинских услуг), среднего медицинского (фармацевтического) персонала (персонала, обеспечивающего условия для предоставления медицинских услуг) — до 100 % от средней заработной платы в соответствующем регионе, работников медицинских организаций, имеющих высшее медицинское (фармацевтическое) или иное высшее образование, предоставляющих медицинские услуги (обеспечивающих предоставление медицинских услуг), — до 200 % от средней заработной платы в соответствующем регионе;
15. Установление базовых окладов по профессиональным квалификационным группам;
16. Повышение заработной платы работников бюджетного сектора экономики с возможным привлечением на эти цели не менее трети средств, получаемых за счет реорганизации неэффективных организаций;
17. Создать прозрачный механизм оплаты труда руководителей организаций, финансируемых за счет бюджетных ассигнований федерального бюджета, установив соотношение средней заработной платы руководителей и работников этих организаций и предусмотрев представление руководителями этих организаций сведений о доходах, об имуществе и обязательствах имущественного характера;
18. Подготовить до 1 декабря 2012 года предложения по внесению в законодательство РФ изменений, касающихся создания в организациях производственных советов, а также определения их полномочий;
19. Разработать комплекс мероприятий по развитию институтов самоуправления и принятию кодексов профессиональной этики;
20. Представить к 1 марта 2013 года предложения об использовании в отдельных отраслях бюджетного сектора экономики механизма нормативно-подушевого финансирования;
21. Совместно с общественными организациями до 1 апреля 2013 г. обеспечить формирование независимой системы оценки качества работы организаций, оказывающих социальные услуги, включая определение критериев эффективности работы таких организаций и введение публичных рейтингов их деятельности;
22. Предусмотреть начиная с 2013 года меры, направленные на увеличение поддержки социально ориентированных некоммерческих организаций;
23. Разработать до 1 октября 2012 г. проект Стратегии долгосрочного развития пенсионной системы, предусмотрев в нем механизм увеличения размера пенсии гражданам, выразившим намерение продолжать работать по достижении пенсионного возраста и принявшим решение отсрочить назначение пенсии, а также определив меры, гарантирующие сохранность пенсионных накоплений и обеспечивающие доходность от их инвестирования;
24. Создать к 2015 году в малых городах не менее пяти центров культурного развития;
25. Включать ежегодно в Национальную электронную библиотеку не менее 10 % издаваемых в РФ наименований книг;
26. Обеспечить поддержку создания публичных электронных библиотек, сайтов музеев и театров в информационно-телекоммуникационной сети Интернет, а также размещение в свободном бесплатном доступе в сети Интернет фильмов и спектаклей выдающихся режиссёров кино и театра;
27. Обеспечить увеличение до 1 октября 2012 года бюджетных ассигнований федерального бюджета на выплату стипендий для деятелей культуры и искусства, творческой молодёжи, а также на предоставление грантов для поддержки творческих проектов общенационального значения в области культуры и искусства;
28. Обеспечить создание до 1 марта 2013 года передвижного фонда ведущих российских музеев для экспонирования произведений искусства в музеях и галереях малых и средних городов, а также создать к 2018 году 27 виртуальных музеев;
29. Увеличить к 2018 году в два раза количество выставочных проектов, осуществляемых в субъектах РФ;
30. Увеличить к 2015 году до 4 тыс. количество государственных стипендий для выдающихся деятелей культуры и искусства и молодых талантливых авторов;
31. Увеличить к 2018 году в целях выявления и поддержки юных талантов число детей, привлекаемых к участию в творческих мероприятиях, до 8 % от общего числа детей;
32. Обеспечить до 1 августа 2012 года разработку нормативных правовых актов, предусматривающих реализацию мер по поэтапному повышению заработной платы работников культуры;
33. Разработать до 1 ноября 2012 года комплекс мер по расширению практики обмена выставками между музеями РФ, по работе музеев в вечернее и ночное время и обеспечить их реализацию;
34. Разработать до 1 ноября 2012 года комплекс мер, направленных на повышение эффективности реализации мероприятий по содействию трудоустройству инвалидов, на обеспечение доступности профессионального образования, включая совершенствование методов профессиональной ориентации детей-инвалидов и лиц с ограниченными возможностями здоровья, на подготовку специализированных программ профессионального обучения инвалидов с учетом особенностей их психофизического развития и индивидуальных возможностей, а также индивидуальных программ реабилитации инвалидов, на создание условий для повышения уровня занятости инвалидов, в том числе на оборудованных оснащенных) для них рабочих местах.

1. Обеспечить к 2018 году снижение смертности от болезней системы кровообращения до 649,4 случая на 100 тыс. населения;
2. Обеспечить к 2018 году снижение смертности от новообразований (в том числе от злокачественных) до 192,8 случая на 100 тыс. населения;
3. Обеспечить к 2018 году снижение смертности от туберкулёза до 11,8 случая на 100 тыс. населения;
4. Обеспечить к 2018 году снижение смертности от дорожно-транспортных происшествий до 10,6 случая на 100 тыс. населения;
5. Обеспечить к 2018 году снижение младенческой смертности, в первую очередь за счет снижения ее в регионах с высоким уровнем данного показателя, до 7,5 на 1 тыс. родившихся живыми;
6. Обеспечить к 2018 году доведение объёма производства отечественных лекарственных средств по номенклатуре перечня стратегически значимых лекарственных средств и перечня жизненно необходимых и важнейших лекарственных препаратов до 90 %;
7. Разработать и утвердить до 1 марта 2013 года комплекс мер, направленных на совершенствование оказания медицинской помощи населению на основе государственной программы РФ «Развитие здравоохранения»;
8. Разработать и утвердить до 1 января 2013 года Стратегию развития медицинской науки в РФ на период до 2025 года;
9. Обеспечить до 1 ноября 2012 года разработку и внесение в Государственную Думу Федерального Собрания РФ проекта ФЗ о защите здоровья населения от последствий потребления табака;
10. Обеспечить дальнейшую работу, направленную на реализацию мероприятий по формированию здорового образа жизни граждан РФ, включая популяризацию культуры здорового питания, спортивно-оздоровительных программ, профилактику алкоголизма и наркомании, противодействие потреблению табака;
11. Разработать до 1 января 2013 года с участием общественных организаций Стратегию лекарственного обеспечения населения РФ на период до 2025 года и план ее реализации;
12. Утвердить до 1 июля 2012 года план мероприятий по реализации Основ государственной политики РФ в области здорового питания населения на период до 2020 года;
13. Разработать до 1 мая 2013 года комплекс мер по обеспечению системы здравоохранения РФ медицинскими кадрами, принятие в субъектах РФ программ, направленных на повышение квалификации медицинских кадров, проведение оценки уровня их квалификации, поэтапное устранение дефицита медицинских кадров, а также дифференцированные меры социальной поддержки медицинских работников, в первую очередь наиболее дефицитных специальностей;
14. Завершить до 1 января 2016 года модернизацию наркологической службы РФ.

1. Обеспечить внесение в июле 2012 г. в Государственную Думу Федерального Собрания РФ проекта ФЗ «Об образовании в Российской Федерации»;
2. Обеспечить разработку и утверждение в декабре 2013 года Концепции развития математического образования в РФ на основе аналитических данных о состоянии математического образования на различных уровнях образования;
3. Обеспечить проведение до конца декабря 2012 года мониторинга деятельности государственных образовательных учреждений в целях оценки эффективности их работы, реорганизации неэффективных государственных образовательных учреждений, предусмотрев при реорганизации таких учреждений обеспечение права обучающихся на завершение обучения в других государственных образовательных учреждениях;
4. Обеспечить разработку и реализацию до конца декабря 2012 года мер, направленных на повышение эффективности единого государственного экзамена;
5. Обеспечить повышение до конца июня 2012 года размера стипендий до величины прожиточного минимума нуждающимся студентам первого и второго курсов, обучающимся по очной форме обучения за счет бюджетных ассигнований федерального бюджета по программам бакалавриата и программам подготовки специалиста и имеющим оценки успеваемости «хорошо» и «отлично»;
6. Обеспечить разработку к июню 2012 года комплекса мер, направленных на выявление и поддержку одарённых детей и молодёжи;
7. Обеспечить утверждение в июле 2012 года федеральных государственных образовательных стандартов среднего (полного) общего образования;
8. Обеспечить осуществление к июню 2013 года перехода к нормативно-подушевому финансированию образовательных программ высшего профессионального образования, а также повышение нормативов финансирования ведущих университетов, осуществляющих подготовку специалистов по инженерным, медицинским и естественно-научным направлениям (специальностям), предусмотрев при этом, что расчет нормативов осуществляется с учетом особенностей реализации образовательных программ;
9. Обеспечить разработку и утверждение до конца октября 2012 года плана мероприятий по развитию ведущих университетов, предусматривающих повышение их конкурентоспособности среди ведущих мировых научно-образовательных центров;
10. Обеспечить увеличение объёмов финансирования государственных научных фондов, а также исследований и разработок, осуществляемых на конкурсной основе ведущими университетами;
11. Обеспечить утверждение в декабре 2012 г. программы фундаментальных научных исследований в РФ на долгосрочный период;
12. Обеспечить достижение к 2016 году 100 % доступности дошкольного образования для детей в возрасте от 3 до 7 лет;
13. Обеспечить вхождение к 2020 году не менее пяти российских университетов в первую сотню ведущих мировых университетов согласно мировому рейтингу университетов;
14. Обеспечить увеличение к 2015 году доли занятого населения в возрасте от 25 до 65 лет, прошедшего повышение квалификации и (или) профессиональную подготовку, в общей численности занятого в области экономики населения этой возрастной группы до 37 %;
15. Обеспечить увеличение к 2020 году числа детей в возрасте от 5 до 18 лет, обучающихся по дополнительным образовательным программам, в общей численности детей этого возраста до 70—75 %, предусмотрев, что 50 % из них должны обучаться за счет бюджетных ассигнований федерального бюджета;
16. Обеспечить увеличение к 2020 году доли образовательных учреждений среднего профессионального образования и образовательных учреждений высшего профессионального образования, здания которых приспособлены для обучения лиц с ограниченными возможностями здоровья, с 3 до 25 %;
17. Обеспечить увеличение к 2018 году общего объёма финансирования государственных научных фондов до 25 млрд рублей;
18. Обеспечить увеличение к 2015 году внутренних затрат на исследования и разработки до 1,77 % ВВП с увеличением доли образовательных учреждений высшего профессионального образования в таких затратах до 11,4 %;
19. Обеспечить увеличение к 2015 году доли публикаций российских исследователей в общем количестве публикаций в мировых научных журналах, индексируемых в базе данных «Сеть науки», до 2,44 %;
20. Принять к сентябрю 2012 г. меры, направленные на ликвидацию очередей на зачисление детей в возрасте от трех до семи лет в дошкольные образовательные учреждения, предусмотрев расширение форм и способов получения дошкольного образования, в том числе в частных дошкольных образовательных учреждениях;
21. Подготовить до конца ноября 2012 г. предложения о передаче субъектам РФ полномочий по предоставлению дополнительного образования детям, предусмотрев при необходимости софинансирование реализации названных полномочий за счет бюджетных ассигнований федерального бюджета;
22. Обеспечить до конца 2013 года реализацию мероприятий по поддержке педагогических работников, работающих с детьми из социально неблагополучных семей;
23. Правительству РФ совместно с органами исполнительной власти субъектов РФ и общероссийскими объединениями работодателей проработать до конца мая 2013 г. вопрос о формировании многофункциональных центров прикладных квалификаций, осуществляющих обучение на базе среднего (полного) общего образования, в том числе путем преобразования существующих учреждений начального и среднего профессионального образования в такие центры;
24. Правительству РФ совместно с общероссийскими объединениями работодателей и ведущими университетами с привлечением учёных РАН и международных экспертов представить в декабре 2014 г. предложения по проведению общественно-профессиональной аккредитации образовательных программ высшего профессионального образования, в первую очередь по направлениям подготовки (специальностям) в области экономики, юриспруденции, управления и социологии.

1. Обеспечить до 2017 года увеличение доли заёмных средств в общем объёме капитальных вложений в системы теплоснабжения, водоснабжения, водоотведения и очистки сточных вод до 30 %;
2. Обеспечить до 2018 года снижение показателя превышения среднего уровня процентной ставки по ипотечному жилищному кредиту (в рублях) по отношению к индексу потребительских цен до уровня не более 2,2 %;
3. Обеспечить до 2018 года увеличение количества выдаваемых ипотечных жилищных кредитов до 815 тысяч в год;
4. Обеспечить до 2018 года создание для граждан РФ возможности улучшения жилищных условий не реже одного раза в 15 лет;
5. Обеспечить до 2018 года снижение стоимости одного квадратного метра жилья на 20 % путем увеличения объёма ввода в эксплуатацию жилья экономического класса;
6. Обеспечить до 2020 года предоставление доступного и комфортного жилья 60 % российских семей, желающих улучшить свои жилищные условия;
7. До июля 2012 года разработать порядок бесплатного предоставления земельных участков под строительство жилья экономического класса, предусмотрев при этом ограничение продажной цены на такое жилье;
8. До июля 2012 года разработать комплекс мер по улучшению жилищных условий семей, имеющих трех и более детей, включая создание при поддержке субъектов РФ и муниципальных образований необходимой инфраструктуры на земельных участках, предоставляемых указанной категории граждан на бесплатной основе;
9. Обеспечить до сентября 2012 года формирование специальных условий ипотечного кредитования отдельных категорий граждан (молодых семей, работников бюджетной сферы), создание ипотечно-накопительной системы, предусмотрев меры государственной поддержки, в том числе за счет средств федерального бюджета, высвобождающихся после завершения строительства олимпийских объектов в г. Сочи, объектов, предназначенных для проведения форума «Азиатско-тихоокеанское экономическое сотрудничество» в г. Владивостоке, а также после завершения программы обеспечения жильем военнослужащих ВС РФ;
10. Разработать до сентября 2012 года комплекс мер, направленных на переход к установлению социальной нормы потребления коммунальных ресурсов, предусмотрев компенсационные меры для одиноких пенсионеров, проживающих в квартире не менее 10 лет;
11. До ноября 2012 года принять меры по упрощению порядка изъятия органом государственной власти РФ или органом местного самоуправления у государственного (муниципального) учреждения или государственного (муниципального) унитарного предприятия земельных участков, не используемых или используемых неэффективно, для последующего вовлечения их в экономический оборот (прежде всего в целях жилищного строительства), в том числе путем передачи изъятых земельных участков, находящихся в федеральной собственности, в собственность Федерального фонда содействия развитию жилищного строительства;
12. До ноября 2012 года принять меры по улучшению качества предоставления жилищно-коммунальных услуг, в том числе путем обеспечения конкуренции на рынке этих услуг на региональном и местном уровнях;
13. До декабря 2012 года разработать государственную программу обеспечения доступным и комфортным жильем и коммунальными услугами граждан РФ, предусматривающую строительство жилья экономического класса и объектов инфраструктуры на вовлеченных в экономический оборот земельных участках, примыкающих к крупным городам, а также на неиспользуемых или используемых неэффективно земельных участках, предоставленных государственным организациям;
14. До декабря 2012 года разработать план мероприятий по предупреждению и пресечению монополистической деятельности и недобросовестной конкуренции хозяйствующих субъектов в сферах жилищного строительства и производства строительных материалов;
15. До декабря 2012 года обеспечить создание благоприятных условий для привлечения частных инвестиций в сферу ЖКХ в целях решения задач модернизации и повышения энергоэффективности объектов коммунального хозяйства, в том числе установление долгосрочных (не менее чем на три года) тарифов на коммунальные ресурсы, а также определение величины тарифов в зависимости от качества и надежности предоставляемых ресурсов;
16. До декабря 2012 года разработать исчерпывающий перечень установленных на федеральном уровне административных процедур в сфере жилищного строительства, а также порядок согласования дополнительных процедур, установленных субъектами РФ, органами местного самоуправления, организациями коммунального комплекса, электросетевыми и газоснабжающими компаниями;
17. До декабря 2012 года подготовить предложения по внесению в законодательство РФ изменений, направленных на установление единого порядка взаимодействия участников реализации проектов жилищного строительства;
18. До января 2013 года обеспечить формирования рынка доступного арендного жилья и развитие некоммерческого жилищного фонда для граждан, имеющих невысокий уровень дохода;
19. До марта 2013 года разработать комплекс мер, направленных на решение задач, связанных с ликвидацией аварийного жилищного фонда;
20. До июня 2013 года обеспечить создания сети общественных организаций в целях оказания содействия уполномоченным органам в осуществлении контроля за выполнением организациями коммунального комплекса своих обязательств.

1. Обеспечить уровень удовлетворенности граждан РФ качеством предоставления государственных и муниципальных услуг к 2018 году — не менее 90 %;
2. Обеспечить долю граждан, имеющих доступ к получению государственных и муниципальных услуг по принципу «одного окна» по месту пребывания, в том числе в многофункциональных центрах предоставления государственных услуг, к 2015 году — не менее 90 %;
3. Обеспечить долю граждан, использующих механизм получения государственных и муниципальных услуг в электронной форме, к 2018 году — не менее 70 %;
4. Обеспечить снижение среднего числа обращений представителей бизнес-сообщества в орган государственной власти РФ (орган местного самоуправления) для получения одной государственной (муниципальной) услуги, связанной со сферой предпринимательской деятельности, к 2014 году — до 2;
5. Обеспечить сокращение времени ожидания в очереди при обращении заявителя в орган государственной власти РФ (орган местного самоуправления) для получения государственных (муниципальных) услуг к 2014 году — до 15 минут;
6. До 1 сентября 2012 года создать единый ресурс в информационно-телекоммуникационной сети Интернет для размещения информации о разработке федеральными органами исполнительной власти проектов нормативных правовых актов, ходе и результатах их общественного обсуждения;
7. До 1 сентября 2012 года сформировать систему использования федеральными органами исполнительной власти в целях общественного обсуждения проектов нормативных правовых актов различных форм публичных консультаций, включая ведомственные ресурсы и специализированные ресурсы в сети Интернет;
8. До 1 сентября 2012 года сформировать систему предоставления не менее, чем 60 дней для проведения публичных консультаций;
9. До 1 сентября 2012 года сформировать систему обязательного обобщения федеральными органами исполнительной власти — разработчиками проектов нормативных правовых актов результатов публичных консультаций и размещение соответствующей информации на едином ресурсе в сети Интернет;
10. До 1 сентября 2012 года обеспечить повышение информационной открытости саморегулируемых организаций, в том числе определить состав информации, подлежащей обязательному опубликованию, и установить ответственность за неисполнение предусмотренных требований;
11. До 1 сентября 2012 года обеспечить создание технических и организационных условий для публичного представления предложений граждан с использованием специализированного ресурса в сети Интернет с 15 апреля 2013 г.;
12. До 1 сентября 2012 года обеспечить рассмотрение указанных предложений, получивших поддержку не менее 100 тыс. граждан в течение одного года, в Правительстве РФ после проработки этих предложений экспертной рабочей группой с участием депутатов Государственной Думы Федерального Собрания РФ, членов Совета Федерации Федерального Собрания РФ и представителей бизнес-сообщества;
13. До 15 июля 2013 года обеспечить доступ в сети Интернет к открытым данным, содержащимся в информационных системах органов государственной власти РФ;
14. До 1 января 2013 года установить требования к проведению процедуры оценки регулирующего воздействия в отношении проектов нормативных правовых актов в области таможенного и налогового законодательства;
15. До 1 января 2013 года установить обязательный для федеральных органов исполнительной власти порядок, предусматривающий проведение ими оценки регулирующего воздействия проектов нормативных правовых актов и их публичного обсуждения на всех стадиях подготовки указанных проектов;
16. До 1 января 2013 года установить сроки проведения процедур оценки регулирующего воздействия проектов нормативных правовых актов, включая публичные консультации и подготовку заключений, достаточные для обеспечения полноты и объективности такой оценки;
17. До 1 января 2013 года обеспечить развитие на региональном уровне процедур оценки регулирующего воздействия проектов нормативных правовых актов, а также экспертизы действующих нормативных правовых актов, имея в виду законодательное закрепление таких процедур в отношении органов государственной власти субъектов РФ — с 2014 года, органов местного самоуправления — с 2015 года;
18. До 1 января 2013 года представить в установленном порядке предложения по проведению оценки регулирующего воздействия подготовленных к рассмотрению Государственной Думой Федерального Собрания РФ во втором чтении законопроектов, регулирующих отношения в области предпринимательской и инвестиционной деятельности, в предусмотренные для проведения такой оценки сроки;
19. До 1 июля 2013 года подготовить предложения о внесении изменений в нормативные правовые акты, регулирующие предоставление государственных и муниципальных услуг, в части, касающейся исключения норм, препятствующих предоставлению таких услуг по принципу «одного окна»;
20. До 1 января 2015 года организовать поэтапного предоставления государственных и муниципальных услуг по принципу «одного окна»;
21. До 1 января 2013 года обеспечить замену в отдельных отраслях экономики избыточных и (или) неэффективных административных механизмов государственного контроля альтернативными рыночными механизмами, включая страхование ответственности;
22. До 1 сентября 2012 года внести в Государственную Думу Федерального Собрания РФ проект федерального закона, предусматривающий расширение перечня выборных муниципальных должностей;
23. До 1 января 2013 года установить критерии и порядок оценки гражданами, в том числе с использованием информационно-телекоммуникационных сетей и информационных технологий, эффективности деятельности руководителей: территориальных органов федеральных органов исполнительной власти, их структурных подразделений; органов местного самоуправления; унитарных предприятий и учреждений, действующих на региональном и муниципальном уровнях, а также акционерных обществ, контрольный пакет акций которых находится в собственности субъектов РФ или в муниципальной собственности, осуществляющих оказание услуг, необходимых для обеспечения жизнедеятельности населения муниципальных образований;
24. До 1 января 2013 года обеспечить применение результатов указанной оценки в качестве основания для принятия решений о досрочном прекращении исполнения соответствующими руководителями своих должностных обязанностей;
25. До 1 сентября 2012 года обеспечить введение административного наказания в виде дисквалификации за грубое или неоднократное нарушение государственными и муниципальными служащими стандартов предоставления государственных и муниципальных услуг, а также за грубое нарушение ими порядка проведения проверочных и иных мероприятий при осуществлении контрольно-надзорных функций;
26. До 1 сентября 2012 года представить отказ от формирования таких советов органами государственной власти РФ самостоятельно и обязательное участие общественных палат в их формировании;
27. До 1 сентября 2012 года обеспечить обязательное участие в деятельности общественных советов независимых от органов государственной власти РФ экспертов и представителей заинтересованных общественных организаций;
28. До 1 сентября 2012 года определить состав нормативных правовых актов и иных документов, включая программные, разрабатываемых федеральными органами исполнительной власти, которые не могут быть приняты без предварительного обсуждения на заседаниях общественных советов при этих федеральных органах исполнительной власти;
29. До 1 октября 2012 года представить в установленном порядке предложения по расширению участия граждан и организаций в формировании стандартов предоставления государственных услуг и контроле за их исполнением;
30. До 1 сентября 2012 года предусмотреть возможность участия на паритетных началах представителей общественных советов при органах государственной власти РФ в деятельности конкурсных и аттестационных комиссий этих органов;
31. До 1 декабря 2012 года представить в установленном порядке предложения по совершенствованию системы оплаты труда государственных гражданских служащих, позволяющие учитывать состояние рынка труда, в том числе по отдельным профессиональным группам, и стимулировать их антикоррупционное поведение;
32. До 1 февраля 2013 года организовать повышение квалификации государственных гражданских служащих, принимающих участие в предоставлении государственных услуг;
33. До 1 июля 2012 г. представить в установленном порядке предложения, предусматривающие введение нового порядка выдвижения кандидатов на замещение должностей Председателя и аудиторов Счетной палаты РФ, формирования списка членов Общественной палаты РФ, утверждаемых Президентом РФ;
34. До 1 июля 2012 года создать объективные и прозрачные механизмы конкурсного отбора кандидатов на замещение должностей государственной гражданской службы, включая проведение дистанционных экзаменов с использованием информационно-телекоммуникационных сетей и информационных технологий и формирование единой базы вакансий;
35. До 1 июля 2012 года расширение практики использования испытательного срока при замещении должностей государственной гражданской службы;
36. До 1 июля 2012 года формирование кадровых резервов посредством подбора, подготовки и карьерного роста кандидатов на замещение должностей государственной гражданской службы и их активное практическое использование;
37. До 1 июля 2012 года формирование перечня квалификационных требований для замещения должностей государственной гражданской службы на основе компетентностного подхода — в зависимости от конкретных должностных обязанностей и функций, а также от принадлежности к определенным профессиональным группам;
38. До 1 июля 2012 года расширение использования механизма ротации применительно к государственным гражданским служащим, замещающим должности большинства категорий и групп должностей государственной гражданской службы (каждые 3—6 лет);
39. До 1 июля 2012 года развитие института наставничества на государственной гражданской службе;
40. До 1 июля 2012 года установление особого порядка оплаты труда государственных гражданских служащих в зависимости от достижения показателей результативности профессиональной служебной деятельности, а также единого подхода к осуществлению выплаты государственным гражданским служащим премий за выполнение особо важных и сложных заданий по результатам работы;
41. До 1 июля 2012 года применение системы комплексной оценки деятельности государственных гражданских служащих с использованием ключевых показателей эффективности и общественной оценки их деятельности, в том числе на базе социальных сетей и с учетом мнения сетевых сообществ;
42. До 1 июля 2012 года совершенствование системы материальной и моральной мотивации государственных гражданских служащих, доведение уровня оплаты их труда до конкурентного на рынке труда, увеличение в оплате труда государственных гражданских служащих доли, обусловленной реальной эффективностью их работы;
43. До 1 июля 2012 года введение на государственной гражданской службе системы профессионально-функциональных групп, предусмотрев классификацию должностей государственной гражданской службы с учетом особенностей деятельности государственных органов, отражающих отраслевую структуру государственного управления;
44. До 1 декабря 2012 года представить в установленном порядке предложения по корректировке перечней должностей федеральной государственной службы и должностей в государственных корпорациях, замещение которых связано с коррупционными рисками;
45. До 1 декабря 2012 года представить в установленном порядке предложения по установлению дополнительных требований о раскрытии лицами, замещающими указанные должности, сведений о доходах, расходах, об имуществе и обязательствах имущественного характера, а также иной информации, позволяющей оценивать соблюдение установленных законодательством РФ ограничений в отношении федеральных государственных служащих, замещающих данные должности, в том числе после увольнения с государственной службы;
46. До 1 декабря 2012 года представить в установленном порядке предложения по внедрению системы мониторинга исполнения должностных обязанностей федеральными государственными служащими и работниками государственных корпораций, деятельность которых связана с коррупционными рисками;
47. До 1 сентября 2012 г. принять меры по повышению доступности правосудия для граждан, организаций и объединений граждан при рассмотрении споров с органами государственной власти РФ, обеспечив внесение в законодательство РФ изменений, предусматривающих совершенствование административного судопроизводства;
48. До 1 января 2013 г. представить в установленном порядке предложения, направленные на совершенствование системы размещения судебных решений с использованием сети Интернет и обеспечение доступа к этим решениям;
49. До 1 ноября 2013 г. представить в установленном порядке предложения о возможности трансляции судебных заседаний с использованием сети Интернет и публикации отчетов о них;
50. До 1 декабря 2013 г. предусмотреть внесение в законодательство РФ изменений, направленных на обеспечение права общественных объединений обращаться в суды общей юрисдикции или арбитражные суды в защиту интересов своих участников;
51. До 1 декабря 2012 г. принять меры по внесению в бюджетное законодательство РФ изменений, направленных на повышение бюджетной обеспеченности местных бюджетов, обеспечение стабильности объёмов региональных фондов финансовой поддержки и софинансирования муниципальных образований;
52. До 1 декабря 2012 года совершенствование специальных налоговых режимов для обеспечения приоритетного зачисления поступлений в местные бюджеты;
53. До 1 декабря 2012 года принять меры по оптимизации (сокращении) федеральных льгот по региональным и местным налогам на основе их инвентаризации и анализа эффективности;
54. До 1 декабря 2012 года принять меры по направлению в доходы бюджетов поселений и городских округов 100 % денежных взысканий (штрафов) за несоблюдение правил благоустройства территорий поселений и городских округов;
55. До 1 декабря 2012 года принять меры по возможности зачисления в местные бюджеты поступлений от налога на имущество организаций;
56. До 1 сентября 2012 г. представить в установленном порядке предложения о запрете установления органами государственной власти субъектов РФ показателей для оценки эффективности деятельности органов местного самоуправления и увязки финансирования органов местного самоуправления с выполнением этих показателей.

1. До 1 июня 2012 г. подготовить предложения об образовании при Президенте РФ совета по межнациональным отношениям;
2. До 1 декабря 2012 г. разработать и утвердить Стратегию государственной национальной политики РФ;
3. До сентября 2012 года подготовить согласованных с РАН, заинтересованными общественными объединениями и религиозными организациями предложений по формированию перечня книг, в том числе по истории, литературе и культуре народов РФ, рекомендуемых школьникам для самостоятельного прочтения (перечень «100 книг»);
4. До ноября 2012 г. разработать комплекс мер, направленных на совершенствование работы органов государственной власти РФ по предупреждению межнациональных конфликтов, включая создание эффективных механизмов их урегулирования и проведение системного мониторинга состояния межнациональных отношений, а также на активизацию работы по недопущению проявлений национального и религиозного экстремизма и пресечению деятельности организованных преступных групп, сформированных по этническому принципу;
5. До ноября 2012 года обеспечить ведение обязательного экзамена по русскому языку, истории России, основам законодательства РФ для трудящихся-мигрантов, за исключением высококвалифицированных специалистов;
6. До декабря 2012 года обеспечить подготовку и представление в установленном порядке проектов нормативных правовых актов, направленных на усиление административной и уголовной ответственности за нарушение требований миграционного законодательства РФ.

1. Обеспечить оснащение ВС РФ, других войск, воинских формирований и органов современными образцами вооружения, военной и специальной техники, доведя к 2020 году их долю до 70 %;
2. Обеспечить приоритетное развитие сил ядерного сдерживания, средств воздушно-космической обороны, систем связи, разведки и управления, радиоэлектронной борьбы, комплексов беспилотных летательных аппаратов, роботизированных ударных комплексов, современной транспортной авиации, высокоточного оружия и средств борьбы с ним, системы индивидуальной защиты военнослужащих;
3. Обеспечить развитие ВМФ, прежде всего в Арктической зоне РФ и на Дальнем Востоке, в целях защиты стратегических интересов РФ;
4. Обеспечить в 2012 году создание качественно новой системы анализа и стратегического планирования в области противодействия угрозам национальной безопасности на период от 30 до 50 лет в интересах формирования государственных программ вооружения;
5. Обеспечить в 2012 году расширение практики проведения открытых конкурсов и аукционов в рамках реализации государственного оборонного заказа и повышение ответственности за нарушение требований, установленных законодательными и иными нормативными правовыми актами РФ в сфере государственного оборонного заказа;
6. Обеспечить в 2012 году совершенствование нормативно-правовой базы в сфере государственного оборонного заказа и ценообразования в отношении продукции военного назначения;
7. Обеспечить в 2012 году упрощение процедуры создания новых производств продукции военного назначения, в том числе посредством реализации механизма государственно-частного партнерства;
8. Обеспечить в 2012 году создание системы управления полным индустриальным циклом производства вооружения, военной и специальной техники — от моделирования и проектирования до серийного выпуска изделий, обеспечения их эксплуатации и дальнейшей утилизации;
9. Обеспечить в 2012 году создание системы, направленной на совершенствование управления экономической деятельностью организаций оборонно-промышленного комплекса в целях оптимизации производственных процессов, позволяющих использовать передовые технологии, в том числе зарубежные, для создания качественной продукции;
10. Обеспечить в 2012 году динамичного развития прорывных высокорискованных исследований и разработок, фундаментальной науки и реализация прикладных исследовательских программ в интересах обеспечения обороны страны и безопасности государства, в том числе с участием РАН, государственных научных центров и ведущих университетов;
11. Подготовить в 2012 году методические рекомендации по формированию проекта государственной программы вооружения на 2016—2025 годы, предусматривающей комплексное перевооружение ВС РФ, других войск, воинских формирований и органов на основе конкурентоспособных отечественных образцов вооружения, военной и специальной техники;
12. Подготовить в 2012 году предложения по созданию подведомственных Правительству РФ федеральных органов исполнительной власти, осуществляющих функции по размещению государственного оборонного заказа и контролю за его исполнением;
13. Подготовить в 2012 году по уточнению Правил разработки и выполнения государственных программ вооружения;
14. Подготовить в 2012 году по созданию единой информационной базы научно-исследовательских и опытно-конструкторских работ, результатов интеллектуальной деятельности и технологий военного, специального и двойного назначения, конструкторской документации на продукцию военного назначения для их использования при создании инновационной продукции двойного и гражданского назначения;
15. Подготовить в 2012 году по совершенствованию системы профессионального образования работников организаций оборонно-промышленного комплекса, повышению уровня жизни этих работников, а также по строительству для них жилых помещений.

1. Предоставление в 2013 году в полном объёме в соответствии с законодательством РФ жилых помещений военнослужащим ВС РФ, других войск, воинских формирований и органов;
2. Формирование к 2014 году фонда служебного жилья;
3. Установление денежного довольствия военнослужащих на уровне не ниже уровня оплаты труда работников организаций ведущих отраслей экономики;
4. Ежегодное увеличение пенсий гражданам, уволенным с военной службы, не менее чем на 2 % сверх уровня инфляции;
5. Ежегодное, в течение пяти лет, увеличение численности военнослужащих, проходящих военную службу по контракту, не менее чем на 50 тыс. человек;
6. В 2012 году провести инвентаризацию недвижимого имущества ВС РФ, подлежащего передаче в собственность субъектов РФ или муниципальную собственность, с последующей передачей жилых помещений, объектов недвижимости инженерной инфраструктуры, объектов недвижимости социального и коммунально-бытового назначения ВС РФ и подведомственных МО РФ организаций, управление и распоряжение которыми осуществляется МО РФ, в состоянии, пригодном к эксплуатации, с финансовыми ресурсами на их текущее содержание;
7. В 2012 году предоставить гражданам, прошедшим военную службу по призыву, дополнительных льгот при поступлении в высшие учебные заведения, а также возможности осуществления ими за счет средств соответствующих бюджетов бюджетной системы РФ подготовки для сдачи вступительных экзаменов;
8. В 2012 году предоставить грантов выпускникам высших учебных заведений, прошедшим военную службу по призыву, на обучение в российских и зарубежных бизнес-школах;
9. В 2012 году предоставить преференции гражданам, прошедшим военную службу по призыву, при поступлении на государственную гражданскую службу, а также при включении их в резерв управленческих кадров;
10. В 2012 году создать национальный резерв ВС РФ в рамках выполнения Концепции создания новой системы подготовки и накопления мобилизационных людских ресурсов ВС РФ, других войск, воинских формирований, органов и создаваемых на военное время специальных формирований в новых условиях социально-экономического развития РФ;
11. В 2012 году организовать работу по военно-патриотическому воспитанию учащихся общеобразовательных учреждений и их физическому развитию;
12. В 2012 году разработать и реализовать комплекс мер, направленных на развитие военно-прикладных видов спорта среди граждан призывного возраста, овладение ими навыками работы с транспортной техникой и знаниями по современным военно-учетным специальностям.

1. Министерству иностранных дел РФ представить в установленном порядке до декабря 2012 года проект Концепции внешней политики РФ в новой редакции.

1. Обеспечить повышение к 2018 году суммарного коэффициента рождаемости до 1,753;
2. Обеспечить увеличение к 2018 году ожидаемой продолжительности жизни в РФ до 74 лет;
3. Осуществлять начиная с 2013 года софинансирование за счет бюджетных ассигнований федерального бюджета расходных обязательств субъектов РФ, возникающих при назначении выплат в тех субъектах РФ, в которых сложилась неблагоприятная демографическая ситуация и величина суммарного коэффициента рождаемости ниже средней по РФ;
4. Определить до 1 августа 2012 г. перечень субъектов РФ, в отношении которых будет осуществляться софинансирование расходных обязательств;
5. Определить до 1 ноября 2012 г. объём средств для софинансирования расходных обязательств субъекта РФ, исходя из уровня его расчетной бюджетной обеспеченности, до 90 % от необходимых в 2013 году средств с постепенным увеличением собственных средств субъекта РФ до 50 % к 2018 году, а также утвердить правила софинансирования расходных обязательств;
6. Обеспечить реализацию мер, направленных на совершенствование миграционной политики, включая содействие миграции в целях обучения и осуществления преподавательской и научной деятельности, участие РФ в программах гуманитарной миграции, а также разработку и реализацию программ социальной адаптации и интеграции мигрантов;
7. Принять меры, направленные на создание условий для совмещения женщинами обязанностей по воспитанию детей с трудовой занятостью, а также на организацию профессионального обучения (переобучения) женщин, находящихся в отпуске по уходу за ребенком до достижения им возраста трех лет;
8. Предусмотреть при формировании соответственно федерального бюджета и бюджетов субъектов РФ на 2013 год и на плановый период 2014 и 2015 годов, а также на последующие годы бюджетные ассигнования на реализацию мероприятий, предусмотренных настоящим Указом.

## Содержание
Согласно документам, уже с 2012 года зарплата учителей должна была равняться средней по региону и не опускаться ниже этой планки. К 2018 году зарплата работников культуры и преподавателей колледжей должна была достичь того же уровня, а у врачей, вузовских преподавателей и научных сотрудников — превысить среднюю по региону вдвое. В 2012 году разрыв между средней зарплатой этих категорий бюджетников и работников частного сектора составлял 30-40 %.
Зарплаты этим бюджетникам начисляются в основном из муниципальных бюджетов (врачи и учителя), в меньшей степени региональных (врачи, преподаватели) и ведомственных (преподаватели) бюджетов, дотации на которые регионы получают из федерального бюджета. С бюджетной точки зрения майские указы должны выполнять регионы, которые могут сделать это с помощью снижения темпов роста номинальных средних зарплат.

## Финансирование
В начале 2014 года министерство финансов РФ подсчитало, что исполнение указов обойдётся в более чем 2 трлн руб. (531 млрд руб. в 2014 году, 726 млрд — в 2015 году и 849 млрд — в 2016 году). Объём федеральных дотаций по майским указам в 2014 году составлял 120 млрд руб., в том числе 20 млрд руб. — нераспределённый резерв. В проекте бюджета на 2015 год на те же цели было выделено уже 80 млрд руб., а распределено — 60 млрд руб.

## Исполнение указов
17 ноября 2014 года на «Форуме действия» Объединенного народного фронта было объявлено, что поручения президента, отданные по итогам майских указов, выполняются лишь на 23 %, хотя Владимир Путин неоднократно заявлял, что за неисполнение этих требований грозит «публичная политическая персональная ответственность», а Администрация президента проводит постоянный надзор за выполнением указов главами регионов.
В мае 2015 года правительство РФ объявило, что из 218 поручений было выполнено и снято с контроля 137 поручений (из 168, которые должны были быть выполнены к тому времени), на исполнении находилось 81 поручение, в том числе не выполненные в установленные сроки, которые пришлось перенести. В то же время, по данным «ОНФ» и «Опоры России», не были выполнены 80 % от всех поручений, а часть выполненных были исполнены формально и с низким качеством.
Летом 2015 года депутат Госдумы РФ от «Единой России» и глава центральной ревизионной комиссии ОНФ Анатолий Карпов вместе с депутатами от «Справедливой России» Дмитрием Горовцовым, Александром Тарнавским и Михаилом Емельяновым внёс законопроект, вводящий в Уголовный кодекс РФ статью «Неисполнение или ненадлежащее исполнение указов, распоряжений и поручений президента РФ» (предполагающую штрафы для чиновников от 2 млн до 3 млн руб). В октябре 2015 года инициатива была отклонена думским комитетом по уголовному законодательству, отзывы со стороны правительства и Верховного суда также были отрицательными.
В декабре 2015 года руководитель Центра ОНФ по независимому мониторингу исполнения указов президента «Народная экспертиза» Николай Николаев сообщил, что более трети данных поручений в рамках «майских указов» так и не были выполнены.
На 30 апреля 2016 года Правительство РФ отчиталось о выполнении и снятии с контроля 154 поручения (88 % от числа 175 поручений, которые должны были быть выполнены к этому времени) и 8 поручений, находящихся на рассмотрении об их выполнении в Администрации президента РФ.
В июле 2017 года член совета профсоюза работников РАН Евгений Онищенко сообщил, что официально запланировано выделение государственным научным фондам на 2018 год только 11,6 млрд руб. При этом «майский» указ № 599 предусматривал выделение этим фондам в 2018 году не менее 25 млрд руб.
В апреле 2019 года было опубликовано исследование РБК — анализ бухгалтерской отчётности российских больниц за 2018 год. Это исследование показало, что в каждой третьей (из тех, чья отчётность была изучена) больнице заработная плата персонала в 2018 году была ниже, чем средняя по региону расположения больницы. Была изучена отчетность 4,8 тыс. медицинских учреждений за 2018 год. При этом в 134 изученных больницах средняя заработная плата за 2018 год снизилась. По отдельным регионам показатели невыполнения «майского указа» о повышении заработных плат медицинским работникам оказались особенно высокими. Так в пяти регионах России (Алтайский край, Иркутская, Саратовская, Свердловская и Челябинская области) более, чем в половине больниц заработные платы были в 2018 году ниже, чем в среднем по региону.

### Изменение методики подсчёта и приписки
Правительство РФ своим Постановлением № 973 от 14.09.2015 года изменило способ расчёта «среднемесячной заработной платы» в стране, мотивировав необходимостью выполнения рекомендаций МОТ. Со слов руководителя ФНПР Михаила Шмакова, изменение расчёта привело к уменьшению среднего показателя, что значительно облегчило исполнение указов о повышении зарплат работникам социальной сферы (Указы Президента РФ требовали повышения зарплаты не в абсолютных значениях, а в привязке к уровню средней зарплаты по региону)
. Регионы с дефицитными бюджетами поднимали зарплаты за счёт целевых трансфертов из федерального центра.
Официальные статистические показатели средней заработной платы вызвали сомнение у части журналистов. В 2017 году, по данным Росстата, средняя зарплата учителей средних школ составляла в России 32 тыс. рублей. Однако согласно исследованию, проведённому журналистами Общественного телевидения России в 2017 году на основе сообщений учителей, в 40 из 85 регионов России школьные учителя получали в месяц от 7 тысяч рублей до 14 тысяч рублей. Причём это был не оклад (ставка), а полностью заработная плата с учётом всех надбавок, причём часто за эти деньги работали больше, чем на одну ставку учителя. По данным исследования Общественного телевидения России, более 30 тыс. рублей в 2017 году получали учителя только 5 субъектов Российской Федерации из 85. Реальная средняя заработная плата в 2017 году составляла лишь 18 тыс. рублей в месяц.

### Переименование должностей бюджетников и перевод на другую должность
В некоторых регионах власти фактически обошли требования «майского указа» о доведении к 2018 году средней зарплаты среднего медицинского персонала до уровня средней заработной платы по региону. Для этого был осуществлён массовый перевод санитарок и младших медсестёр в уборщицы (технический персонал). При этом должностные обязанности уборщиц по новым должностным инструкциям остались теми же, что и у санитарок. Депутат Законодательного собрания Свердловской области Александр Ивачев в 2017 году сообщил, что такая ситуация наблюдалась в большинстве больниц Свердловской области и что при переводе санитарки на должность уборщицы у неё зарплата сокращалась в среднем с 17 до 12 тысяч рублей, а отпуск уменьшался с 60 рабочих до 29 календарных дней. В том же году министр здравоохранения Свердловской области сообщила, что к 2018 году в Свердловской области будет сокращена численность младшего медицинского персонала в 4 раза.
В 2017 году было сообщено, что в Санкт-Петербурге сократили половину младшего медицинского персонала, переведя часть сокращённых в «технические работники», причем в Комитете по здравоохранению уточнили, что перевод должен дать экономию фонда зарплаты, которая нужна для повышения зарплаты медицинскому персоналу. Насильственный перевод части санитарок в уборщицы был зафиксирован в кемеровском городе Анжеро-Судженске, после начала противодействия медицинских работников с помощью профсоюза 106 из 145 санитаркам сократили ставку.

### «Дробление» ставок научных работников
Одним из способов формального выполнения поручения из «майского указа» о доведении средней заработной платы сотрудников научных институтов до 200 % средней заработной платы по региону стал перевод сотрудников на доли ставок («дробление ставок») с сохранением за ними прежнего объёма работы. В феврале 2018 года исполняющий обязанности директора ИНИОН Илья Зайцев предложил перевести научных сотрудников института на 0,3 ставки, чтобы ФАНО посчитало, будто показатели «майского указа» о доведении средней зарплаты научных сотрудников до 200 % от среднего по региону выполняются. Позднее Зайцев заявил, что такой перевод будет предложен только «тем, кто отстает». По состоянию на февраль 2018 года реальная средняя зарплата научных работников расположенного в Москве ИНИОН составляла 24 тыс. рублей в месяц. Практика «дробления ставок» характерна не только для ИНИОН..

### «Профсоюз Навального»
В начале 2019 года оппозиционный политик Алексей Навальный объявил о создании «Профсоюза Навального» — онлайн-проекта, который призван контролировать выполнение «майских указов», подписанных Владимиром Путиным в 2012 и 2018 годах.

## Изменение целей в указах 2018 и 2020 годов
7 мая 2018 года был опубликован новый «майский указ», определяющий план работы на четвертый президентский срок Путина. Полное название документа — «О национальных целях и стратегических задачах развития Российской Федерации на период до 2024 года».
Указ 2018 года установил, что Россия должна войти в число пяти стран мира с наибольшим ВВП. В 2020 году новый указ Путина скорректировал цели «майских указов» и указа 2018 года:
- Некоторые цели были отменены или изменены. Так, вместо вхождения России в пятерку ведущих экономик мира, следовало добиться того, чтобы Россия вошла в десятку таких экономик.
- Сроки достижения некоторых целей были продлены. В частности, создание 25 миллионов рабочих мест должно было быть завершено к 2030 году. Увеличение продолжительности жизни до 78 лет должно было быть достигнуто не к 2024 году, а к 2030 году.

В целях мониторинга исполнения указа президента Российской Федерации № 204 от 7 мая 2018 года «О национальных целях и стратегических задачах развития Российской Федерации на период до 2024 года» создана Межрегиональная общественная организация «Майский указ». Организация в регулярном режиме запрашивает данные об исполнении 204-го указа В. В. Путина у федеральных органов исполнительной власти, глав субъектов федерации, акционерных компаний с государственным участием.

## Отмена части указов в 2023 году
21 февраля 2023 года в ходе ежегодного послания Федеральному собранию на фоне вооружённого конфликта с Украиной Владимир Путин отменил указ № 605 «О мерах по реализации внешнеполитического курса РФ», подразумевавший в том числе сближение России с Европейским Союзом и США, а также продолжение активного поиска решения вопроса Приднестровья на основе уважения суверенитета, территориальной целостности и нейтрального статуса Молдовы. 

## Майский указ 2024 года
После инаугурации 7 мая 2024 года Владимир Путин подписал «майский указ» о семи национальных целях развития до 2030 года и на перспективу — до 2036 года. Среди них: сохранение населения, укрепление здоровья и повышение благополучия людей, поддержка семьи; реализация потенциала каждого человека, развитие его талантов, воспитание патриотичной и социально ответственной личности; комфортная и безопасная среда для жизни; экологическое благополучие; устойчивая и динамичная экономика; технологическое лидерство; цифровая трансформация государственного и муниципального управления, экономики и социальной сферы.
Реализовываться данные цели должны, в том числе, с помощью национальных проектов: «Продолжительная и активная жизнь», «Семья», «Молодежь и дети», «Кадры», «Инфраструктура для жизни», «Эффективная транспортная система», «Экологическое благополучие», «Эффективная и конкурентная экономика», «Туризм и гостеприимство», «Международная кооперация и экспорт», «Экономика данных и цифровая трансформация государства».

### Социальная политика
Основные социальные задачи: снижение уровня бедности ниже 7% к 2030 году, а к 2036 года — ниже 5%; увеличение ожидаемой продолжительности жизни до 78 лет к 2030 году, а к 2036 году — до 81 года; повышение суммарного коэффициента рождаемости до 1,6 к 2030 году , а к 2036 году — до 1,8; увеличение МРОТ до к 2030 году до 35 тысяч рублей; увеличение среднего минимума жилплощади до 33 кв. м на человека в 2030 году и до 38 кв. м. — в 2036 году и др..    

### Экономика
Среди основных экономических целей: выход на четвертое место в мире по ВВП; снижение к 2030 году доли импорта в структуре ВВП до 17%; сокращение разрыва в уровнях бюджетной обеспеченности между 10 наиболее обеспеченными и 10 наименее обеспеченными субъектами России; увеличение объема экспорта несырьевых неэнергетических товаров и продукции АПК; рост объема перевозок по международным транспортным коридорам и др..

### Технологический суверенитет
О достижении технологического суверенитета в 2030 году, согласно указу, будут свидетельствовать следующие целевые показатели: рост валовой добавленной стоимости и индекса производства в обрабатывающей промышленности не менее чем на 40% по отношению к 2022 году; присутствие РФ с десятке лучших стран по объему научных исследований и разработок, также увеличение затрат на них не менее чем до 2% ВВП и др. Также в рамках документа было поручено увеличить долю высокотехнологичных товаров и услуг, созданных на основе собственных линий разработки, в общем объеме потребления России по сравнению с 2023 годом в полтора раза, а выручку малых технологических предприятий – не менее чем  в 7 раз и др..

## Оценки
Директор региональной программы Независимого института соцполитики и профессор МГУ Наталья Зубаревич называла майские указы Владимира Путина способом формирования лояльного электората, в итоге приведшим к росту дефицита и дестабилизации бюджетов российских регионов. Также она отмечала их непросчитанность. Профессор факультета экономических наук НИУ ВШЭ Алексей Скопин указывал, что указы также стали отражением структурных недостатков в бюджетной политике России — возложения расходов на нижний уровень публичной власти при смещении доходов на верхний. Алексей Кудрин в сентябре 2016 года призывал повышать зарплаты бюджетников лишь на уровень инфляции, тем самым продлив срок исполнения указов.
Согласно подготовленным по заказу Минтруда докладам Высшей школы экономики, РАНХиГС и Академии труда и социальных отношений, возросшая по итогам 2015 года зарплата бюджетников (у врачей в номинальном выражении — 156 % от средней в экономике, у учителей — 106 %. Согласно Росстату, в прошлом году средняя зарплата врачей составила 48 тыс. руб. в месяц, учителей — 32,6 тыс. руб) в итоге была «съедена» инфляцией. Согласно анализу динамики прироста реальных зарплат, покупательная способность бюджетного сектора по итогам 2015 года снизилась до уровня начала 2012 года.
Всемирный банк, оценивая майские указы в редакции 2018 года в своём отчёте по России, скептически отнёсся к возможности их полного выполнения из-за перевеса негативных факторов (рост угрозы торговых обострений во всём мире и цены на бензин, а также санкции) над позитивными (рост цен на нефть). По оценке его аналитиков, удвоение ВВП к 2024 году будет реальным только с помощью серьёзных реформ и непопулярных мер (пенсионная реформа, активное привлечение иностранной рабочей силы из стран Центральной Азии), в то же время борьба с бедностью может быть успешна при быстром росте экономики и перераспределении дополнительных средств на трансферты и социальную помощь.